# 荔波野桐
荔波野桐（Mallotus bullatus）是大戟科野桐屬（Mallotus）的一種新發表樹種，發現於中國貴州省黔南布依族苗族自治州荔波縣茂蘭國家級自然保護區的喀斯特灌叢林地。該物種於2024年由余江洪等植物學家正式描述發表。

## 分類地位
荔波野桐隸屬於大戟科（Euphorbiaceae）野桐屬（*Mallotus*），該屬約含140種，分布於東半球熱帶地區，為灌木或喬木植物。屬名源自希臘語mallotos，意指「具軟毛的」，形容果實被白色軟毛的特徵。

## 形態特徵
- 常綠灌木或小喬木，植株高度約數米。
- 葉片為卵形至近圓形，長7–14公分，寬5–10公分，葉脈區域明顯鼓起（bullate），葉緣全緣或微波狀。
- 葉背及嫩枝具星狀毛。
- 花單性，雌雄異株，花序為穗狀。
- 果實被白色軟毛覆蓋，呈三室蒴果，種子黑色，壓扁球形。

## 分布與生境
荔波野桐目前僅知分布於中國貴州省荔波縣茂蘭國家級自然保護區，生長於土壤貧瘠、保水性低且常年乾旱的喀斯特灌叢林地。該區域為中國西南地區重要的生物多樣性熱點，擁有豐富的特有植物資源。

## 發現歷史
該物種於約十年前由研究團隊在茂蘭自然保護區植物監測時首次採集，經多年形態學及分子系統學研究，於2024年11月由余江洪等人在國際植物分類學期刊《PhytoKeys》正式發表，確認為野桐屬的新種。

## 生態與保育
荔波野桐的發現顯示茂蘭自然保護區植物多樣性仍有待深入挖掘。由於目前僅知有限分布，尚無完整保育評估，但其生境受喀斯特地形限制，可能面臨生境破壞風險，建議進一步調查與保護。

## 學術意義
Mallotus bullatus的發現豐富了大戟科野桐屬的物種多樣性，對研究東亞喀斯特地區植物演化、生物地理及保育具有重要參考價值。